# Pseudocnus grubei
Pseudocnus grubei är en sjögurkeart. Pseudocnus grubei ingår i släktet Pseudocnus och familjen korvsjögurkor. Inga underarter finns listade i Catalogue of Life.